# 錦上路站
錦上路站（英語：Kam Sheung Road Station）是一個位於香港元朗區錦田東匯路，鄰近八鄉，屬於港鐵屯馬綫的鐵路車站。
錦上路站是港鐵眾多重鐵車站中，唯一一個以完整道路名稱命名的車站。然而車站並不與錦上路相鄰，兩者相距約半公里。
- 車站外觀（2021年4月）

## 車站構造
錦上路站全長約280米，而車站外牆為磚紅色，且四週的空地遍植樹木及設有大型廣場，與四週的鄉村環境呼應。

### 樓層
車站共分為兩層，大堂位於地面，月台則位於大堂之上。
| P                 | 月台 | \| \| \| 屯馬綫往烏溪沙（荃灣西） \| 2 \| \| \| 島式 · 開右邊车门 \| \| \| \| \| \| \| 1 \| 屯馬綫往屯門（元朗） \| \| \| |   |  |
| C                 | 大堂 | 出入口、客務中心、商店、自助服務、洗手間                                                                                  |   |  |
|                   |      | 屯馬綫往烏溪沙（荃灣西）                                                                                                  | 2 |  |
| 島式 · 開右邊车门 |      | |   |  |
|                   | 1    | 屯馬綫往屯門（元朗） |   |  |

### 大堂
車站大堂的設計配合當地較空曠的鄉村環境，由於錦上路站呈東南－西北走向，故此大堂東側牆身多以採用透明玻璃組件；而西側牆身則採用啡紅色磚牆，此舉有助東邊的陽光進入室內，讓東邊有廣闊鄉村視野之餘，亦有助防止下午太陽西斜時猛烈的陽光而導致的室內溫度急升。
大堂內設有不同類型的商店、自助服務設施以及香港郵政郵箱等。另外大堂付費區內亦設有洗手間。
- 大堂（2023年5月）

### 月台
錦上路站設有一座島式月台，所有月台皆設有月台幕門。另外，在2號月台（往烏溪沙）路軌旁並設有預留予興建北環綫月台的平台基座，然而後來因為北環綫月台已落實於地底興建，故該預留位置已擱置使用。
- 車站月台（2024年6月）

### 出入口
|                                      |                | |      |
| 編號                                 | 指示           | 建議前往的目的地 | 圖片 |
| 出口 · A · 无障碍通道标志            | 港鐵錦田大樓   | 港鐵錦田大樓、錦河路、四排石 |      |
| 出口 · B · 无障碍通道标志            | 錦上路         | 錦上路、斌善軒、富達花園、錦安花園、美景居、錦田公立蒙養學校、錦田鄉事委員會、錦田新村、錦田青年中心、錦莆路、錦田、吉慶花園、吉慶圍、橋頭村、豪景富居、芊逸居、聖公會聖約瑟小學、錦田城門新村、聖猶達彌撒中心、威皇花園、泰康村、泰康圍、盈匯坊、救世軍錦田綜合服務中心、救世軍錦田幼兒學校、祠塘村、永寧新村、永隆圍、怡康花園 |      |
| 出口 · C · 盲道标志 · 无障碍通道标志 | 公共運輸交匯處 | 錦上路站公共運輸交匯處、基督教香港信義會錦上生命堂、錦莆路、吳家村、俊輝花園、聖公會聖約瑟堂、聖公會聖約瑟堂幼稚園、聖約瑟堂暨社會服務中心、東匯路、石湖塘 |      |
| 出口 · D · 盲道标志 · 无障碍通道标志 | 錦河路         | 錦河路 |      |
| 註： 設有 \| 設有                    |                | |      |

### 跳蚤市場
為了帶動錦上路站一帶的人流，港鐵在車站旁的空地設立了一個跳蚤市場，該跳蚤市場於2008年5月1日開幕，為港鐵首個以及目前唯一一個由港鐵管理的跳蚤市場。而目前該跳蚤市場只會在星期六、日及公眾假期營業。
- 車站旁的跳蚤市場（2011年7月）

## 接駁交通
為方便乘客駕駛私家車或騎單車轉乘港鐵，車站的西面曾設有停車場，而停車場內設有約560個車位，並提供泊車轉乘優惠；而在B出口外亦設有約200個單車泊位的單車停泊處；而C出口外亦設有錦上路站公共運輸交匯處及臨時泊車轉乘停車場。
- 錦上路站公共運輸交匯處設有專營巴士站
- 錦上路站公共運輸交匯處專綫小巴站及的士站

## 歷史
- 兩鐵合併前的月台（2007年9月）

### 車站命名
錦上路站在九廣西鐵興建時原擬稱為錦田站，當接近通車並諮詢當地居民意見時，八鄉的居民認為車站位於錦田與八鄉中間，應名為錦田八鄉站，並引發錦田與八鄉兩地居民爭拗，最後九鐵公司於1999年12月將車站名字改為錦上路站，以平息風波。因錦上路是車站興建時最接近該站的主要道路，並且是分隔錦田與八鄉兩區的道路，惟仍有錦田原居民仍然不滿，一度威脅以激烈行動抗爭。
另於當時曾經舉辦了「九廣西鐵車站全港公開命名比賽」，當局宣稱比賽結果的得獎者「猜」對了九個車站命名的其中八個，得獎者唯一是將錦上路站錯誤命名為錦田站；但對於命名比賽為何變成競猜比賽當時並未引起太大的爭議。

### 通車儀式
車站於2003年12月20日隨著西鐵通車時正式啟用，而車站承建商為力豪有限公司，同樣九鐵並在錦上路站戶外舉行開幕儀式。

### 車站改善工程

#### 大堂
2010年，港鐵將錦上路站大堂內的部分範圍列為非收費區連接大堂兩端。

#### 月台
車站月台的支柱於啟用時為鋪設長方形的平磚，然而直到2024年港鐵將相關平磚拆除並改為在支柱上塗上與車站色系相同的油漆。

## 未來發展

### 北環綫
即將興建的北環綫連接錦上路站與古洞站，港鐵公司將會在錦上路站地底加建北環綫月台以及擴建地面大堂，屆時錦上路站會成為屯馬綫與北環綫的轉乘站，乘客須經過地面大堂轉乘兩綫，相關車站擴建工程預計於2034年竣工。

### 中鐵綫
2022年10月，時任香港行政長官李家超於發表該年度的《施政報告》中提及未來擬興建中鐵綫，路線會由錦上路站開始，並會經葵涌東北部（梨木樹、石籬一帶）直達九龍塘站。該路綫旨在疏導預計於2030年飽和的屯馬綫，並預計由錦上路站乘搭中鐵綫前往九龍塘站只需約12分鐘。

### 錦上路站上蓋發展項目

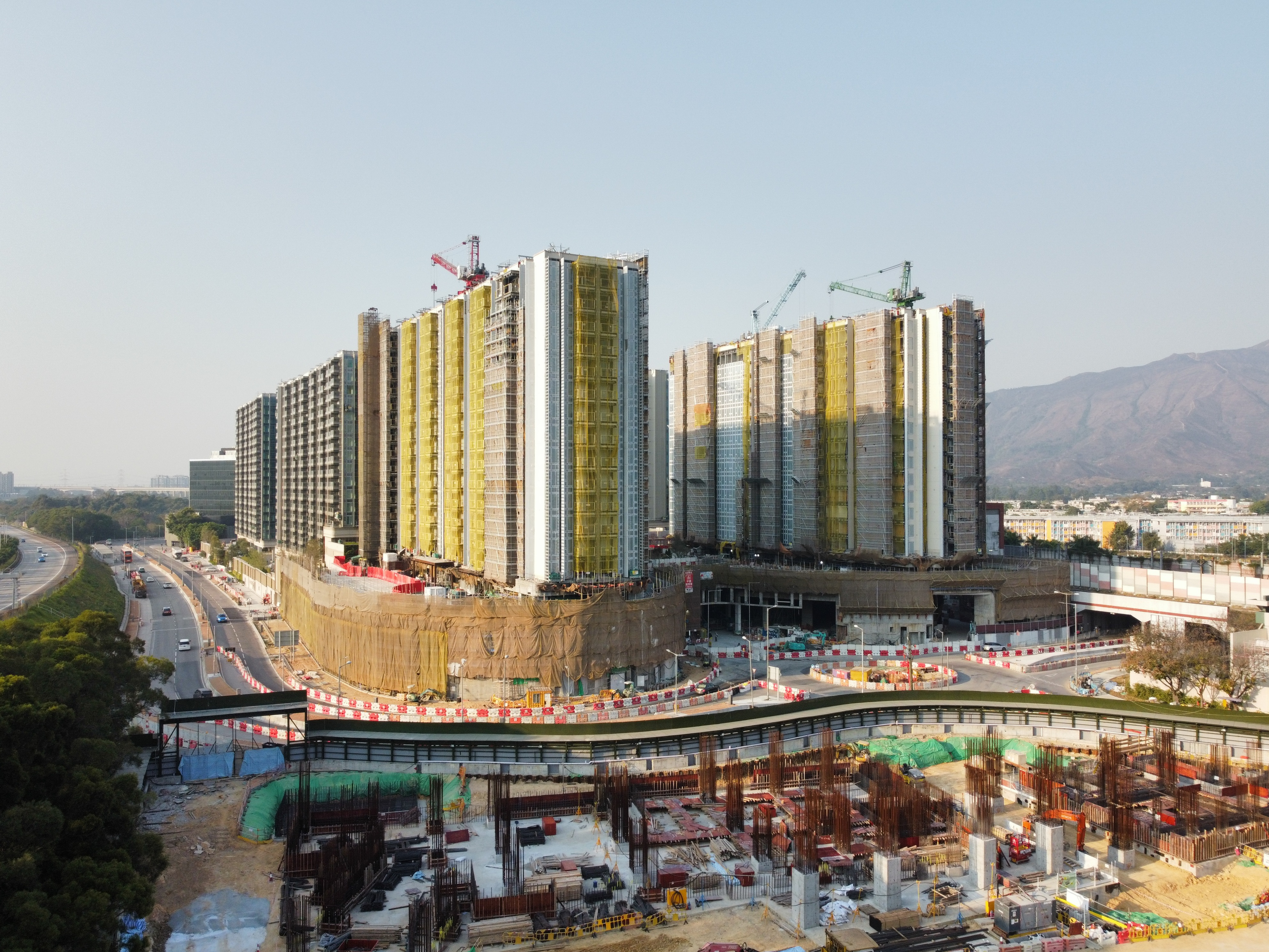
柏瓏地盤（2025年1月）

錦上路站住宅項目樓面面積佔逾204萬平方呎，提供約2,692伙，而商業零售樓面面積則約43萬平方呎，建築物高限為69米（主水平基準上），料可容納約6,600人。

#### 第1期
第1期位於項目的西南面，由錦河路、東匯路及港鐵錦田大樓所圍繞。項目地盤面積約44.9萬平方呎，規定作為私人住宅用途，可建樓面約123.7萬平方呎，規定設不少於1,652伙單位，當中661伙單位實用面積須小於538平方呎，限呎比例約40%。
2017年4月18日，港鐵公佈以代理人身份，代表錦上物業發展有限公司，並於翌日起就第一期物業發展項目招收意向。同年5月26日，港鐵公布信置、嘉華集團及中國海外合組財團以約83.3億況元奪錦上路站1期項目，是港鐵西北沿線樓面地價最高的項目。
直到2022年4月初，發展商公佈項目銷售部署及命名。當中，此屋苑首批推出的1A期設有兩幢住宅大廈，合共4座組成，設715伙單位，提供一房至三房間隔。設施包括面積逾13.5萬平方呎園林及逾3.7萬平方呎的雙會所。發展商透露會所面積為港鐵住宅項目中最大。

#### 第2期
車站第2期上蓋地盤面積約5.17公頃，涉及一個面積43.1萬平方呎的商場，惟目前仍未推出市場招收意向書或招標。及後，因應北環綫項目推展，此項目將改由港鐵直接擁有及發展。

## 外部連結
- 港鐵公司－錦上路站街道圖 （页面存档备份，存于）
- 港鐵公司－錦上路站位置圖 （页面存档备份，存于）
- 港鐵公司－錦上路站列車服務時間 （页面存档备份，存于）
- 香港鐵路大典上的相关条目：錦上路站